# Tenis ziemny na Igrzyskach Śródziemnomorskich 1979
Tenis ziemny na Igrzyskach Śródziemnomorskich 1979 – turniej tenisowy, który był rozgrywany w dniach 15–29 września 1979 roku podczas igrzysk śródziemnomorskich w Splicie. Sportowcy rywalizowali w czterech konkurencjach: singlu i deblu mężczyzn oraz kobiet.

## Medaliści
Poczet medalistów zawodów tenisowych podczas Igrzysk Śródziemnomorskich 1979.
| Konkurencja             | Złoty medal                    | Srebrny medal                 | Brązowy medal                   |
| gra pojedyncza kobiet   | Mima Jaušovec                  | Daniela Porzio                | Mónica Álvarez                  |
| gra pojedyncza mężczyzn | Fernando Luna                  | Zoltan Ilin                   | Ernesto Vázquez                 |
| gra podwójna kobiet     | Mima Jaušovec Renata Šašak     | Mónica Álvarez Beatriz Pellón | Patrizia Murgo Antonella Rosa   |
| gra podwójna mężczyzn   | Marco Alciati Patrizio Parrini | Zoltan Ilin Zoran Petković    | Fernando Luna Alberto Martorell |

### Tabela medalowa
Klasyfikacja medalowa zawodów tenisowych podczas Igrzysk Śródziemnomorskich 1979.
| Miejsce | Państwo    | Złoto | Srebro | Brąz | Razem |
| ------- | ---------- | ----- | ------ | ---- | ----- |
| 1.      | Jugosławia | 2     | 2      | 0    | 4     |
| 2.      | Hiszpania  | 1     | 1      | 3    | 5     |
| 3.      | Włochy     | 1     | 1      | 1    | 3     |
|         | Razem      | 4     | 4      | 4    | 12    |